# Próximos Onze

Mapa com os "Próximos 11" destacados.

Próximos Onze (em inglês: Next Eleven, N11) é o conjunto de onze países identificados pelo banco de investimento Goldman Sachs como de grande potencial para figurar entre as maiores economias do mundo junto com os BRICs. Os critérios foram fatores como estabilidade macroeconômica, maturidade política, políticas de abertura de comércio e investimento e qualidade de educação. Assim, foram elencados para o conjunto Bangladesh, Coreia do Sul, Egito, Filipinas, Indonésia, Irã, México, Nigéria, Paquistão, Turquia e Vietnã.

## Conceito
Somente México e a Coreia do Sul tem potencial para serem inclusos aos BRICS, sendo respectivamente a 13.ª e a 15.ª economias do mundo, relacionadas ao PIB, estando somente atrás dos países membros do G7; os dois países registraram nos últimos 10 anos, taxas de crescimento maiores do que 5%. Jim O’Neill, teórico e especialista do Goldman Sachs, que cunhou o acrônimo do grupo declarou que em quando criou os BRICs em 2001, não considerou o México, mas que se fosse recriar o grupo adicionaria o México, pois o país recentemente passou a demonstrar diversas características em comum com os quatro membros originais. Por outro lado O'Neil também disse que também ignorou a Coreia do Sul, por outros fatores. Entretanto, desde que o país passou a apresentar novamente taxas gigantescas de crescimento, ele admitiu que o país poderia ser adicionado ao grupo para formar o BRIMCS (o S é para a Coreia do Sul, por causa do nome do país na língua inglesa, South Korea).
Estes dois países apresentam taxas positivas de crescimento, que são consideradas excelentes, e apresentam números melhores do que muitos países em desenvolvimento e outros já desenvolvidos. Ambos são membros da OCDE. A Coreia do Sul se destaca pelo desenvolvimento tecnológico, capital humano e condições de sustentabilidade ambiental. Ainda assim, as condições político-sociais do país representam um problema. Por sua vez, o México está à frente de todos os países em desenvolvimento ao redor do mundo, exceto em questões em investimentos em áreas de infraestrutura, educação e tecnologia; dito isso, posiciona-se bem em capital humano e estabilidade econômica.

## Próximos Onze

### México
O México costuma ser o primeiro dos países citados como os "Próximos Onze". A Goldman Sachs argumenta que, em 2050, o país poderá ser uma das seis maiores economias do mundo, juntamente com o Brasil, a Rússia, a Índia, a República Popular da China e os Estados Unidos. Isso será consequência dos maciços investimentos em infraestrutura nos anos recentes, também se espera que o PIB mexicano em 2050, ultrapasse em valores o de diversos países europeus; a isto se soma ao novo e pujante crescimento do mercado local, que também aciona o aumento da força de trabalho.
|                                   | México         |
| --------------------------------- | -------------- |
| PIB en US$                        | 11.340 bilhões |
| PIB per capita                    | $63,149        |
| Crescimento econômico (2015–2050) | 2.5%           |
| População Total                   | 142 milhões    |

### Coreia do Sul
Apesar de ser um país desenvolvido, a Coreia do Sul cresce anualmente com taxas comparáveis as do Brasil e a do México. A Goldman Sachs considera que além das questões financeiras, as taxas da Coreia do Sul são "sustentáveis" pois o país conseguirá mantê-las a longo prazo, somado ao altíssimo investimento em tecnologias verdes (esta é a forma que a Agência usa para medir o legado desse crescimento), sendo maior do que todos os BRICS, o G7 e os demais Próximos Onze somados.
Analistas, como William Pesek Jr. da Bloomberg, argumentam que a Coreia do Sul é o "sexto BRIC" e caminha a passos largos para isto, e que o país é o membro mais importante do N-11 e por isso se destaca de forma ímpar. Diversas projeções da agência e de especialistas colocam que o PIB da Coreia do Sul superará o do Canadá em 2025 e o da Itália em 2035. Os economistas e especialistas de diversas agências de investimento projetam que a Coreia do Sul terá um PIB per capita de mais 90.000 dólares em 2050, valor praticamente igual ao dos Estados Unidos e que posicionaria o país em segundo lugar deste ranking, chegando a ser superior aos países membros do G7, aos BRICS e aos próprios países do grupo dos Próximos Onze, ou isso sugere que a riqueza é mais importante do que o tamanho dos investimentos em títulos, o que indica que a nota de crédito da Coreia do Sul será classificada como AAA antes de 2050.
Possibilidades da Reunificação Coreana
Em setembro de 2009, o Goldman Sachs publicou o 188º Global Economics Paper chamado A United Korea? que detalhou o tamanho do potencial econômico da Reunificação da Coreia, o que poderia expandir de forma considerável a economia dos dois lados da Península coreana. As projeções da agência colocam que se isso for concretizado de fato, o PIB per capta da nova República da Coreia chegaria a mais de 90 mil dólares por ano no ano de 2050; no mesmo ano, a estimativa do PIB chegaria a US$ 6 bilhões, ficando atrás apenas do projetado para os Estados Unidos. Com uma mão de obra barata e qualificada no norte juntamente com a tecnologia de ponta e infraestrutura consolidada no sul, assim como a sua localização estratégica que poderia conectar diretamente 4 potências econômicas, é real que depois da Unificação, a economia da Coreia poderá ser maior do que a do G7, antes mesmo de 2050. Caso ocorra, a reunificação da Coreia poderá criar um país com mais de 70 milhões de pessoas.
|                                | Coreia Unificada | Coreia do Sul  | Coreia do Norte |
| ------------------------------ | ---------------- | -------------- | --------------- |
| PIB em US$                     | $6,056 bilhões   | $4,073 bilhões | $1,982 bilhões  |
| PIB per capita                 | $86.000          | $96.000        | $70.000         |
| Crescimento do PIB (2010-2050) | 4,1%             | 3,3%           | 12,4%           |
| População total                | 71 milhões       | 42,5 milhões   | 28,5 milhões    |

### Indonésia
Segundo Jim O'Neill e outros especialistas, as projeções indicam que em 2050, a Indonésia terá o sétimo maior PIB per capita do mundo. A Indonésia se destaca por ter uma economia diversificada em que tanto o governo, quanto o setor privado dominam setores importantes e a gigantesca e diversa população é o motor do seu próprio crescimento econômico dos últimos anos. O país é a maior economia do Sudeste Asiático, a quinta maior da Ásia, e em 2011, aparecia como o décimo sexto maior PIB per capta do mundo.
Com mais de 200 milhões de habitantes a Indonésia é o quarto país mais populoso do mundo, depois da China, da Índia e dos Estados Unidos, e também a terceira democracia mais populosa do mundo. Em 2009, a população dos BRICs mais a da Indonésia, chegava a 42,3% da população mundial e também representava 15% do total das transações comerciais internacionais globais juntas. Deve se destacar que todos os BRICs e a Indonésia fazem parte do grupo das vinte maiores economias do mundo e somam a maioria de usuários da internet somados em todo o mundo. Em 2009, a Indonésia foi a única das 20 maiores economias mundiais a conseguir reduzir a sua dívida pública acumulada naquele ano.